# Osunja
 Osunja  falu Horvátországban Zágráb megyében. Közigazgatásilag Szamoborhoz tartozik.

## Fekvése
Zágrábtól 39 km-re, községközpontjától 19 km-re nyugatra a Zsumberk-Szamobori-hegység területén, a szlovén határ mellett fekszik.

## Története
1830-ban 8 házában 107 lakos élt, valamennyien görögkatolikusok. 
A falunak 1857-ben 110, 1910-ben 131 lakosa volt. Trianon előtt Zágráb vármegye Szamobori járásához tartozott. A falunak  2011-ben 13 lakosa volt. Lakói mezőgazdasággal, állattartással, szőlőműveléssel foglalkoznak. A kaljei mrzlo poljei Szent Péter és Pál plébániához tartoznak.

## Lakosság
| Lakosság változása | Lakosság változása | Lakosság változása | Lakosság változása | Lakosság változása | Lakosság változása | Lakosság változása | Lakosság változása | Lakosság változása | Lakosság változása | Lakosság változása | Lakosság változása | Lakosság változása | Lakosság változása | Lakosság változása | Lakosság változása |
| ------------------ | ------------------ | ------------------ | ------------------ | ------------------ | ------------------ | ------------------ | ------------------ | ------------------ | ------------------ | ------------------ | ------------------ | ------------------ | ------------------ | ------------------ | ------------------ |
| 1857               | 1869               | 1880               | 1890               | 1900               | 1910               | 1921               | 1931               | 1948               | 1953               | 1961               | 1971               | 1981               | 1991               | 2001               | 2011               |
| 110                | 135                | 142                | 134                | 133                | 131                | 108                | 96                 | 53                 | 75                 | 70                 | 65                 | 47                 | 31                 | 20                 | 13                 |

## Külső hivatkozások
- Szamobor hivatalos oldala
- A zsumberki közösség honlapja
- Szamobor város turisztikai egyesületének honlapja